# Gustafsson
Gustafsson ist ein schwedischer Familienname.

## Herkunft und Bedeutung
Der Name Gustafsson ist ein patronymisch gebildeter Name mit der Bedeutung „Sohn des Gustaf“.

## Namensträger
- Åke Gustafsson (1908–1988), schwedischer Botaniker und Genetiker
- Alexander Gustafsson (* 1987), schwedischer MMA-Kämpfer
- Anders Gustafsson (* 1979), schwedischer Kanute
- Anneli Gustafsson, schwedische Fußballspielerin
- Anton Gustafsson (Tauzieher) (1877–1943), schwedischer Tauzieher
- Anton Gustafsson (Eishockeyspieler) (* 1990), schwedischer Eishockeyspieler
- August Gustafsson (1875–1938), schwedischer Tauzieher
- August Gustafsson Lohaprasert (* 1993), schwedisch-thailändischer Fußballspieler
- Aulo Gustafsson (1908–1982), schwedischer Schwimmer
- Bengt Gustafsson (General) (1933–2019), schwedischer General
- Bengt Gustafsson (Astronom) (* 1943), schwedischer Astronom
- Bengt-Åke Gustafsson (* 1958), schwedischer Eishockeyspieler und -trainer
- Birger Gustafsson (1874–1969), schwedischer Segler
- Björn Gustafsson, Geburtsname von Björn Gustafson (* 1934), schwedischer Schauspieler
- Björn Gustafsson (Mediziner) (* 1965), norwegischer Mediziner und Hochschullehrer
- Björn Gustafsson (Komiker) (* 1986), schwedischer Komiker und Schauspieler
- Bo Gustafsson (* 1954), schwedischer Leichtathlet
- Carl Gustafsson (* 2000), schwedischer Fußballspieler
- Christina Gustafsson (* 1951), schwedische Sportschützin
- Eddie Gustafsson (* 1977), schwedischer Fußballspieler
- Emil Gustafsson (1884–1954), schwedischer Sportschütze
- Erik Gustafsson (Eishockeyspieler, 1988) (* 1988), schwedischer Eishockeyspieler
- Erik Gustafsson (Eishockeyspieler, 1992) (* 1992), schwedischer Eishockeyspieler
- Erik Gustafsson (Leichtathlet) (* 1943), finnischer Sprinter
- Erik Gustafsson (Skispringer), schwedischer Skispringer
- Erkki Gustafsson (1912–1966), finnischer Fußballspieler
- Fredrik Gustafsson (* 1964), schwedischer Bobsportler
- Greta Lovisa Gustafsson, Geburtsname von Greta Garbo (1905–1990), schwedische Schauspielerin
- Helge Gustafsson (1900–1981), schwedischer Turner
- Hilding Gustafsson (1914–1999), schwedischer Mannschaftssportler und Trainer
- Jan Gustafsson (* 1979), deutscher Schachspieler
- Janne Gustafsson (1883–1942), schwedischer Sportschütze
- Jens Gustafsson (* 1978), schwedischer Fußballspieler und -trainer
- Johan Gustafsson (* 1992), schwedischer Eishockeytorwart
- Karl Gustafsson (1888–1960), schwedischer Fußballspieler
- Lars Gustafsson (1936–2016), schwedischer Schriftsteller
- Lars-Erik Gustafsson (1938–2014), schwedischer Hindernis- und Langstreckenläufer
- Linda Gustafsson (* 1974), schwedische Eishockeyspielerin
- Linnea Gustafsson (* 1986), schwedische Orientierungsläuferin
- Madeleine Gustafsson (* 1980), schwedische Handballspielerin
- Magnus Gustafsson (* 1967), schwedischer Tennisspieler
- Malin Gustafsson (* 1980), schwedische Eishockeyspielerin
- Margareta Gustafsson (* 1951), schwedische Sportschützin
- Marianne Gustafsson (1913–1999), schwedische Schwimmerin
- Mats Gustafsson (* 1964), schwedischer Saxofonist
- Mats Gustafsson (Radsportler) (* 1957), schwedischer Radrennfahrer
- Mattias Gustafsson (* 1978), schwedischer Handballspieler
- Mikael Gustafsson (* 1966), schwedischer Politiker
- Ólafur Gústafsson (* 1989), isländischer Handballspieler
- Per Gustafsson (* 1970), schwedischer Eishockeyspieler
- Peter Gustafsson (* 1976), schwedischer Golfer
- Pontus Gustafsson (* 1955), schwedischer Schauspieler
- Rigmor Gustafsson (* 1966), schwedische Jazzsängerin
- Robert Gustafsson (* 1964), schwedischer Schauspieler und Komiker
- Roger Gustafsson (* 1952), schwedischer Fußballspieler und -trainer
- Rolf Gustafsson (1906–1986), schwedischer Boxer
- Ronny Gustafsson (* 1947), schwedischer Fußballspieler
- Rune Gustafsson (Leichtathlet) (1919–2011), schwedischer Leichtathlet
- Rune Gustafsson (Musiker) (1933–2012), schwedischer Gitarrist und Komponist
- Sarah Gustafsson (* 1997), schwedische Schauspielerin
- Tina Gustafsson (* 1962), schwedische Schwimmerin
- Thomas Gustafsson (* 1968), schwedischer Komponist, siehe Thomas G:son
- Thomas Gustafsson (Bobfahrer) (* 1948), schwedischer Bobsportler
- Toini Gustafsson (* 1938), schwedische Skilangläuferin
- Tore Gustafsson (* 1962), schwedischer Hammerwerfer
- Veikka Gustafsson (* 1968), finnischer Profibergsteiger
- Victor Gustafsson (* 1990), schwedischer Skilangläufer